# Wald-
Wald- ist ein Morphem in Personennamen und deutschen Wörtern.

## Personennamen

### Herkunft und Bedeutung
Im 8. Jahrhundert wurden die Namen Waldo und Wolderus (Waltger) genannt. Für das 10. Jahrhundert wurden Personen mit -vald in nordischen Sagas erwähnt (Thorvald). Seit dem 10. Jahrhundert erschien auch die Namensform Walter.
Die Silbe leitete sich möglicherweise von germanisch waltan kämpfen her.

### Wald-, Wold-
- Waldemar
- Waldo
- Wolderus, Waltger

### -vald, -vold
- Ragnvald, Rognvald
- Thorvald, Þorválðr

## Deutsche Wörter
Es gibt zahlreiche deutsche Worte zum Wald, wie Waldsterben, Regenwald usw.